# 国分謙吉
国分 謙吉（こくぶん けんきち、1878年（明治11年）2月3日 - 1958年（昭和33年）11月24日）は、農政指導者、政治家。岩手県知事2期（1947年 - 1955年）。

## 生い立ち
岩手県二戸郡福岡村下川又（現：二戸市）出身。旧盛岡藩士の父・国分喜惣治、母・ミセとの間に三男として生まれた。幼名は小八郎。
学問好きな父の方針により、学齢に達する前の数え年6歳で福岡尋常小学校に入学したが、教室を抜け出して遊び疲れることもままあり、1年落第した。
1888年（明治21年）、福岡尋常小学校に、4年間（落第した1年を加えると5年間）通学した後は、数え年13歳から、父の方針により、泉山銀行へ丁稚奉公に出た。昼は銀行の給仕として雑役いっさいを受け持ち、夜は呉服店の仕事を行い、他の人が寝静まると蝋燭の灯りをたよりに、農業書などを読んだ。
1893年（明治26年）、九戸城跡地に「私立国分農事試験場」を創立。小作人への経営指導や優良種苗の無料配布などを行い、以降も二戸郡の青年会長や農会長を歴任した。
1917年（大正6年）、蚕種・種苗の生産販売、農薬・農機具の販売を営業とする「岩手蚕種（現、岩手農蚕）株式会社」を岩手県の支援を受けて設立し、自ら社長に就任する。
1925年には岩手郡滝沢村（現：滝沢市）に「国分農場」を設立。
1932年（昭和8年）には「岩手農政社」を組織して、農畜一体をとなえ運動を展開していく。
岩手県会議員を経て、1947年（昭和22年）4月5日、岩手農政社の組織力をバックに岩手県知事選挙に当選。以後2期8年務める。
1958年11月24日死去。年80歳。

## 初代民選知事
戦後の地方制度改革までは、都道府県知事は国から派遣された内務官僚が務めており、国分は選挙で選ばれた初の知事である。

## 知事としての政策
もともと、農村部の格差への不満と、都市部での食糧行政改善への期待感に支持されて当選した経緯があり、在任中は農業基盤の整備に優秀な手腕を発揮。乳牛の奨励、県有林整備10年計画、北上川水系の治水開発、稗貫郡大迫町（現、花巻市）のブドウ栽培などを推進した。また、戦時中の木の伐採が過ぎて、県内各地では水害が多発していたため、その復旧にも取り組んだ。その在任中、同県にはカスリーン台風、アイオン台風の上陸があり、沿岸部に深刻な被害が出たため、その復旧などにも努めた。

### 農民知事
いわゆる「ズーズー弁」（方言）を隠さずに執務に臨んだことは、従来の官選知事にはない親しみやすさがあったといわれ、当時県民からは「農民知事」と呼ばれて親しまれた。昭和天皇の岩手県内巡幸の際、国分のズーズー弁での説明に香淳皇后が思わず吹き出したというエピソードが残っている。
岩手県知事を2期8年間務め1955年（昭和30年）5月に退任して以降、歴代の県知事は東京大学卒の学歴か、国会議員出身の知事が多く、現在まで2代目の「農民知事」は誕生していない。

## エピソード
- 岩手県の県庁所在地・盛岡市と、その北に隣接する滝沢市を結ぶ道路「国分通り」の名の由来である。
- 知事就任の挨拶で「岩手は独立する。もう中央の言うことは聞かない。」と宣言し、喝采を浴びた。
- 読書家として知られ、蔵書は約2万冊に及んだ。
- 高村光太郎の詩「岩手の人」のモデルといわれている。